# 埃爾姆克里克 (內布拉斯加州)
埃爾姆克里克（英語：Elm Creek）是位於美國內布拉斯加州水牛縣的村。

## 人口
根據2020年美國人口普查的數據，埃爾姆克里克的面積為1.80平方千米，皆為陸地。當地共有人口979人，而人口密度為每平方千米544人。